# Kudapali, Hirekerur
Kudapali là một làng thuộc tehsil Hirekerur, huyện Haveri, bang Karnataka, Ấn Độ.